# Сара Мун
Сара Мун (фр. Sarah Moon; справжнє ім'я Маріель Адан, 1941, Вернон) — французька фотохудожниця, фотографка, кінорежисерка. Її виставки проходять по всьому світу, в тому числі в Нью-Йорку, Шанхаї та Кіото.

## Життєпис
Маріель Адан народилася у Франції в часи окупації німцями, і її батьки втекли від нацистів до Англії, де вона і виросла.
Вчилася на художницю. З 1960 по 1966 рік — працювала фотомоделлю haute couture. В юності багато цікавилася модою, а потім захопилася фотографією.
Живе в Парижі.
З 1967 року почала серйозно займатися фотографією і згодом зрозуміла, що знімати предмети і людей набагато цікавіше, ніж одяг. Сама ж говорить, що до фотографії прийшла досить випадково: в молодості, коли працювала моделлю, почала фотографувати своїх подруг-моделей, і вони поміщали ці фотографії в свої альбоми. Стала відома під псевдонімом Сара Мун. Працювала модною фотографкою для багатьох журналів мод: Elle, Harper's Bazaar, Vogue та Stern. Її також запрошували на модні фотосесії такі доми моди, як Comme des Gargons, Yohji Yamamoto, Issey Miyake. У 1972 році співпрацювала з «Pirelli». Знімала для відомого «Календаря Піреллі». Але сама Мун з часом стала вважати участь в даному проєкті «помилкою молодості», хоча каже, що намагалася зробити фотографії, сповнені ніжності.
З часом Сара Мун відходить від світу моди, перейшовши до суб'єктивної фотографії. З 1979 року вона брала участь в кількох кінопроєктах: знімала фільми, спочатку — рекламні, потім документальні та ігрові. Також працювала в кіно як кінооператорка і фотографка. Як рекламна фотографка Сара Мун працювала для будинків моди Cacharel, Chanel, Dior, Sonia Rykiel, Christian Lacroix. Світову популярність їй принесла рекламна фотосесія для дому Cacharel. Пропрацювавши кілька років в індустрії моди, стала знімати в більш художній, авторській манері. У 1983 році робить персональну виставку в Міжнародному центрі фотографії у Нью-Йорку. У 1987 році її фільм «Лулу» отримав премію на Венеціанському фестивалі. У 1990-х роках вона почала створювати фото-проекти за сюжетами казок Андерсена. Її виставки проходять по всьому світу, від Нью-Йорка до Шанхая та Кіото. Сара Мун є лауреаткою багатьох мистецьких премій.

## Фотографія
Сара Мун починала у fashion-індустрії, і досить успішно: спочатку моделлю, потім фотографкою. В її першій серії знімків подруги-моделі. Спочатку багато працювала на замовлення, але з часом почала займатися вільною творчою зйомкою. Її стиль дуже індивідуальний: на перший погляд це темнуваті, трохи розмиті чорно-білі знімки. Її знімки скоріше «застиглі», в її світі дійсно немає швидкості, і цим він так несхожий на сучасний світ, стрімкий і агресивний. Скоріше, неспішні й тендітні героїні Мун прийшли із минулого, звідкись із німого кіно, можливо з чорно-білих ілюстрацій у букіністичних книгах. Фотографії від Сари Мун швидше нагадують живопис і є своєрідним синтезом живопису, фотографії та гри світла. У своїй роботі вона використовувала технологію кінця XX століття: м'яке світло, спеціальні лінзи і взагалі всі можливості оптики. Сама ж вона говорить:
|  | Вже двадцять років я знімаю майже весь час одну й ту ж фотографію: одну жінку, одну сукню. |

Ця фотографія приблизно вигляжає так: зображення розмите, деталей одягу не розгледіти, модель стоїть спиною, або ж затуляє обличчя руками, або взагалі не поміщається в кадр. При цьому Сара Мун як ніхто знає, що модна фотографія повинна бути яскравою і нав'язливою, повинна шокувати і переконувати. І все ж, всупереч усім законам, Мун завжди повертається в минуле — до мальовничості, витонченості і відстороненості. Коли на її «фірмовому» розмитому і туманному тлі з'являється видимість будь-якого сюжету, будь то наряд haut couture або цирковий номер, — виникає ефект міражу в пустелі. Сфера Сари Мун не хроніка, а фантазії і сни. Вона каже:
|  | Робота обов'язково повинна справляти враження незавершеності - щоб у глядача залишалася можливість для інтерпретації. |

Першовідкривачем сили образу і візуальної картинки для себе Сара Мун вважає Сергія Ейзенштейна: його фільми і роботи надихали її. Одні з найвідоміших її останніх робіт — це проєкти виконані за сюжетами казок Андерсена, наприклад, «Дівчинка з сірниками», «Синя Борода». А також проєкт «Застиглі»: на фотографіях поряд із моделлю присутня лялька або манекен. Свої альбоми Сара Мун заповнює передмовами, знімає документальні кінокомментарі до власних фотографій — в результаті виходять вірші в прозі.

## Виноски
1. ↑  Bibliothèque nationale de France BNF: платформа відкритих даних — 2011.
2. ↑  Зведений список імен діячів мистецтва — 2017.
3. 1 2 3  Красота мира, которого нет [Архівовано 11 серпня 2010 у Wayback Machine.] (рос.)
4. 1 2  Мариэль (Сара) Хаданг (Мун), Михаил Сидлин. peoples.ru [Архівовано 9 листопада 2011 у Wayback Machine.] (рос.)
5. 1 2  Фотоработы Сары Мун. fashionbank.ru [Архівовано 30 грудня 2010 у Wayback Machine.] (рос.)
6. 1 2  Сара Мун: «Работа с „Пирелли“ была ошибкой молодости», Наталья Володина. izvestia.ru [Архівовано 20 лютого 2014 у Wayback Machine.] (рос.)
7. 1 2  Выставка фотографа Сары Мун в Ницце. lazurka.ru [Архівовано 13 лютого 2012 у Wayback Machine.] (рос.)
8. ↑  Одна женщина, одно платье, Ася Лаврецкая. Газета "Коммерсантъ", №84 (2214), 18.05.2001 (рос.)